# Szlávics Ernő
Szlávics Ernő, anyakönyvi bejegyzés szerint Slavits Ernő (Budapest, 1902 január 19. – Győrszentiván, 1983) magyarországi lakatosmester, a Magyarországi Szociáldemokrata Párt tagja, tisztségviselője, id. Szlávics László képzőművész édesapja.

## Élete
Édesanyja Slavits Irma zalai származású szakácsnő. Édesapja kiléte nem ismert.
Édesanyja egyedül nevelte, majd lakatostanoncnak adta egy mesterhez akinél kitanulta a lakatos szakmát, ami egész életén át kereseti forrása lett.
A családi legendárium szerint fiatalon rövid ideig szerepet vállalt a Magyarországi Tanácsköztársaság eseményeiben ami miatt később bujkálnia kellett. 
Az 1920-as évek elején feleségével, Burucs Mária, Zala megyében Henyehegyen családot alapított. Összesen, tizenegy gyermekük született.
A család 1930-ban Győrszentivánra költözött, mert itt kapott munkát. A győri Magyar Waggon- és Gépgyár-ban helyezkedett el. Emellett alkalmi magánmegrendelésekre továbbra is önállóan dolgozott. 
1945-ben, korabeli dokumentum szerint, az MSZDP küldötte-ként a Győri Nemzeti Bizottság titkára volt.
Az MSZDP és az MKP egyesülésekor 1948 kizárták a párt tagjainak sorából. Politikai nyomás ellenére nem lépett be az "egyesült" Magyar Dolgozók Pártjába. Ezt követően a továbbiakban nem folytatott politikai tevékenységet.